# Тоналіт
Тоналіт (англ. tonalite, нім. Tonalit m) — глибинна магматична гірська порода нормального ряду. Належить до сімейства гранодіоритів. 

## Загальний опис
Складається з плагіоклазу бл. 33 %, кварцу бл. 16 30 %, кольорових мінералів — рогової обманки бл. 5-10 %, біотиту — 1-10 %, рідше — авгіту. Другорядні мінерали — апатит, циркон, титаніт. Т. — зеленувато-сіра або сіра крупно-, середньо-, дрібно-, тонкозерниста, рівномірно-, нерівномірнозерниста або порфіровидна порода, масивної або ґнейсовидної текстури. Т. є петрохім. аналогом дацитів, належить до калієво-натрієвої, рідше натрієвої серії. Сер. хім. склад Т. (% мас): SiO2 — 66,44; TiO2 — 0,45; Al2О3 — 16,73; Fe2O3 — 1,76; FeO — 2,55; MnO — 0,06; MgO — 1,48; CaO — 3,89; Na2O — 3,76; К2O — 2,05. Т. — типові породи ранніх стадій розвитку складчастих поясів, а також ґраніто-ґнейсових і зеленокам'яних областей ранньодокембрійських блоків земної кори. Складають спільно з ґранодіоритами і діоритами масиви площею понад 100 км2. Іноді представлені самостійними штоко-, гарполіто-, лаколіто-, дайковидними масивами. Тоналіти входять до складу найбільш ранніх утворень земної кори — «сірих ґнейсів» віком понад 3,0-3,5 млрд років. Т. застосовуються в монументальному будівництві і як облицювальний матеріал.